# مقاطعة جاكسون (ميشيغان)
مقاطعة جاكسون (بالإنجليزية: Jackson County, Michigan)‏ هي إحدى مقاطعات ولاية ميشيغان في الولايات المتحدة. تأسست سنة 1832، بلغ عدد سكانها 160248 نسمة في عام 2010 حسب إحصاء مكتب تعداد الولايات المتحدة وتصل الكثافة السكانية فيها 87 نسمة/كم2.

## وصلات خارجية
- United States Counties